# Климашевская, Станислава Ивановна
Станисла́ва Ива́новна Климаше́вская — владелец фотоателье в городе Астрахань, самый известный фотограф в Астрахани в конце XIX — начале XX века. Унаследовала фотоателье от своего мужа Лаврентия Викентьевича Климашевского.

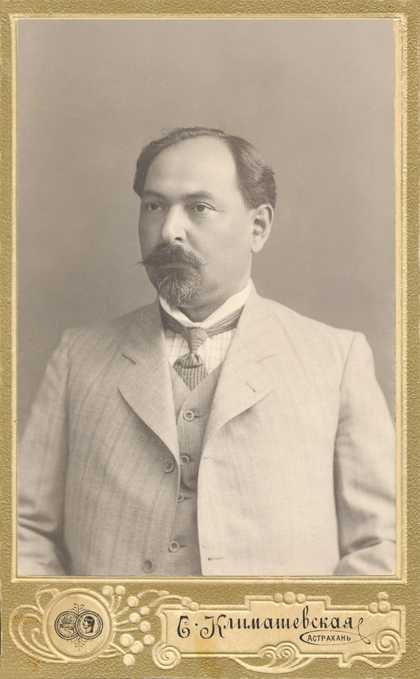
Портрет Нариманова, выполненный в фотоателье Климашевской, Астрахань, 1912 год

В фондах Астраханского государственного музея-заповедника хранится больше всего фотографий этого ателье — свыше трехсот пятидесяти штук и несколько альбомов, в которых много портретов, особенно юношеских, ученических, детские фотографии, групповые, семейные, свадебные. В ателье фотографировались представители разных слоёв общества, среди которых много знаменитых фамилий: Н. Г. Чернышевский, отец Иоанн Кронштадский, губернатор И. Н. Соколовский, купцы братья И. И. и А. И. Губины, Нариман Нариманов и другие. В ателье выполнялись и сложные фотографии с привлечением большого количества людей. Фотография С. И. Климашевской была единственной придворной «Двора Его Величества Шаха Персидского» фотографией в Астрахани. Носить столь высокое звание было большой честью и ответственностью.
В 1896 году участвовала в Москве в  "Первом Съезде русских деятелей по фотографическому делу".
С. И. Климашевская являлась действительным членом Петровского общества исследователей Астраханского края. На протяжении пятнадцати лет она была членом Римско-Католического благотворительного общества, а в 1907 году стала его председательницей.
После Октябрьской революции старейшее астраханское фотоателье Климашевской продолжило работу. В общей сложности фотография Лаврентия Викентьевича и Станиславы Ивановны Климашевских проработала сорок три года.